# HMS E38
HMS E8 — британская подводная лодка типа E, принимавшая участие в Первой мировой войне. Заложена 13 июня 1916 года на верфи Гована в Глазго.
Спущена на воду 13 июня 1916 года. Вступила в строй 10 июля 1916 года. Продана на слом 6 сентября 1922 года.

## Боевая служба
В октябре 1916 года немецкий бронепалубный крейсер «Берлин» был атакован британской подлодкой HMS E38, но её торпеды прошли мимо цели.